# Saint-Quentin-du-Dropt
Saint-Quentin-du-Dropt település Franciaországban, Lot-et-Garonne megyében. Lakosainak száma 185 fő (2022. január 1.). Saint-Quentin-du-Dropt Monmarvès, Plaisance, Cahuzac, Castillonnès, Cavarc és Ferrensac községekkel határos.

## Népesség
A település népessége az elmúlt években az alábbi módon változott:
| Lakosok száma | 233  | 185  | 150  | 168  | 195  | 198  | 195  | 194  | 195  | 185  |
|               | 1968 | 1982 | 1990 | 2006 | 2013 | 2015 | 2017 | 2019 | 2020 | 2022 |